# Shelby (Montana)
Shelby is een plaats (city) in de Amerikaanse staat Montana, en valt bestuurlijk gezien onder Toole County.

## Demografie
Bij de volkstelling in 2000 werd het aantal inwoners vastgesteld op 3216.
In 2006 is het aantal inwoners door het United States Census Bureau geschat op 3419, een stijging van 203 (6.3%).

## Geografie
Volgens het United States Census Bureau beslaat de plaats een oppervlakte van
8,5 km², waarvan 8,2 km² land en 0,3 km² water. Shelby ligt op ongeveer 1005 m boven zeeniveau.

## Plaatsen in de nabije omgeving
De onderstaande figuur toont nabijgelegen plaatsen in een straal van 40 km rond Shelby.